# National Women's Soccer League 2024
Navigation
NWSL 2023 NWSL 2025
La National Women's Soccer League 2024 est la 12e saison de la National Women's Soccer League, le championnat professionnel de soccer féminin des États-Unis. Elle est composée de quatorze équipes.
Le Gotham du NJ/NY, vainqueur en 2023, est le tenant du titre.

## Déroulement de la saison
Avec l'arrivée de deux nouvelles franchises, Bay FC et les Royals de l'Utah qui sont reformées après quatre ans d'inactivité, le championnat passe à 14 équipes.
Avec l'accroissement du nombre de participants, la NWSL Challenge Cup 2024 passe à un format de Supercoupe avec un seul match disputé en ouverture de saison.
Cette saison voit également l'arrivée d'une nouvelle compétition, la NWSL x Liga MX Summer Cup un tournoi entre les équipes de la NWSL et de la Liga MX Femenil du Mexique.
La phase régulière du championnat se dispute en matches aller-retour. Chaque équipe affronte les treize autres à domicile et à l'extérieur. Le premier de ce championnat reçoit le titre du NWSL Shield et est qualifié pour la Coupe des champions féminine de la CONCACAF.
Les huit premiers du classement se qualifient pour les séries avec un format à élimination directe sur un seul match jusqu'à la finale qui désigne le champion qui est qualifié pour la Coupe des champions féminine de la CONCACAF.
Pride d'Orlando termine à la première place de la saison régulière et remporte son premier NWSL Shield, le club remportera également son premier titre de champion en battant le Spirit de Washington en finale.

## Compétition

### Saison régulière

#### Classement
| Rang | Équipe                         | Pts  | J  | G  | N | P  | Bp | Bc | Diff |
| ---- | ------------------------------ | ---- | -- | -- | - | -- | -- | -- | ---- |
| 1    | Pride d'Orlando                | 60   | 26 | 18 | 6 | 2  | 46 | 20 | +26  |
| 2    | Spirit de Washington           | 56   | 26 | 18 | 2 | 6  | 51 | 28 | +23  |
| 3    | Gotham du NJ/NY T              | 56   | 26 | 17 | 5 | 4  | 41 | 20 | +21  |
| 4    | Current de Kansas City         | 55   | 26 | 16 | 7 | 3  | 57 | 31 | +26  |
| 5    | Courage de la Caroline du Nord | 39   | 26 | 12 | 3 | 11 | 34 | 28 | +6   |
| 6    | Thorns de Portland             | 34   | 26 | 10 | 4 | 12 | 37 | 35 | +2   |
| 7    | Bay FC                         | 34   | 26 | 11 | 1 | 14 | 31 | 41 | -10  |
| 8    | Red Stars de Chicago           | 32   | 26 | 10 | 2 | 14 | 31 | 38 | -7   |
| 9    | Racing Louisville              | 28   | 26 | 7  | 7 | 12 | 33 | 39 | -6   |
| 10   | Wave de San Diego C            | 25   | 26 | 6  | 7 | 13 | 24 | 35 | -11  |
| 11   | Royals de l'Utah               | 25   | 26 | 7  | 4 | 15 | 22 | 40 | -18  |
| 12   | Angel City                     | 24-3 | 26 | 7  | 6 | 13 | 29 | 42 | -13  |
| 13   | Seattle Reign                  | 23   | 26 | 6  | 5 | 15 | 27 | 44 | -17  |
| 14   | Dash de Houston                | 20   | 26 | 5  | 5 | 16 | 20 | 42 | -22  |

- NWSL Shield et qualification pour les séries éliminatoires
- Qualification pour les séries éliminatoires
- C : Vainqueur de la Challenge Cup 2024
- T : Tenant du titre

### Séries éliminatoires

#### Quarts de finale
Les matchs se jouent entre le 8 et le 10 novembre 2024.
| Club                   | Score | Club                           |
| ---------------------- | ----- | ------------------------------ |
| Pride d'Orlando        | 4 - 1 | Red Stars de Chicago           |
| Current de Kansas City | 1 - 0 | Courage de la Caroline du Nord |
| Spirit de Washington   | 2 - 1 | Bay FC                         |
| Gotham du NJ/NY        | 2 - 1 | Thorns de Portland             |

#### Demi-finales
Les matchs se jouent le 16 et le 17 novembre 2024.
| Demi-finale                | Spirit de Washington     | 1 - 1   | Gotham du NJ/NY     | Audi Field, Washington (district de Columbia)     |                                                   |
| 16 novembre 2024 12h00 EST | Hal Hershfelt (en) 90+3e | (0 - 0) | 56e Esther González | Spectateurs : 19 365 Arbitrage : Matthew Thompson | Spectateurs : 19 365 Arbitrage : Matthew Thompson |
| 16 novembre 2024 12h00 EST | Rapport                  |         |                     | Spectateurs : 19 365 Arbitrage : Matthew Thompson | Spectateurs : 19 365 Arbitrage : Matthew Thompson |
| 16 novembre 2024 12h00 EST | Tirs au but 3 - 0        |         |                     | Spectateurs : 19 365 Arbitrage : Matthew Thompson | Spectateurs : 19 365 Arbitrage : Matthew Thompson |

| Demi-finale                | Pride d'Orlando                                          | 3 - 2   | Current de Kansas City                       | Inter&Co Stadium, Orlando (Floride)              |                                                  |
| 17 novembre 2024 15h00 EST | Haley McCutcheon (en) 41e · Barbra Banda 53e · Marta 82e | (1 - 1) | 33e Debinha · 90+13e Vanessa DiBernardo (en) | Spectateurs : 14 524 Arbitrage : Danielle Chesky | Spectateurs : 14 524 Arbitrage : Danielle Chesky |
| 17 novembre 2024 15h00 EST | Rapport                                                  |         |                                              | Spectateurs : 14 524 Arbitrage : Danielle Chesky | Spectateurs : 14 524 Arbitrage : Danielle Chesky |

#### Finale
| Finale                     | Pride d'Orlando  | 1 - 0   | Spirit de Washington | CPKC Stadium, Kansas City (Missouri) |                            |
| 23 novembre 2024 20h00 EST | Barbra Banda 37e | (1 - 0) |                      | Arbitrage : Alyssa Nichols           | Arbitrage : Alyssa Nichols |
| 23 novembre 2024 20h00 EST | Rapport          |         |                      | Arbitrage : Alyssa Nichols           | Arbitrage : Alyssa Nichols |